# Brancus poecilus
Brancus poecilus är en spindelart som beskrevs av Lodovico di Caporiacco 1949. Brancus poecilus ingår i släktet Brancus och familjen hoppspindlar. Inga underarter finns listade.